# Fessenden
Fessenden è un centro abitato (city) degli Stati Uniti d'America, capoluogo della Contea di Wells, nello Stato del Dakota del Nord. Nel censimento del 2000 la popolazione era di 625 abitanti. La città è stata fondata nel 1893.

## Geografia fisica
Secondo i rilevamenti dell'United States Census Bureau, la località di Fessenden si estende su una superficie di 1,20 km², tutti occupati da terre.

## Popolazione
Secondo il censimento del 2000, a Fessenden vivevano 625 persone, ed erano presenti 171 gruppi familiari. La densità di popolazione era di 534 ab./km². Nel territorio comunale si trovavano 306 unità edificate. Per quanto riguarda la composizione etnica degli abitanti, il 99,20% era bianco, lo 0,32% era nativo, e lo 0,48% apparteneva a due o più razze. La popolazione di ogni razza ispanica corrispondeva allo 0,16% degli abitanti.
Per quanto riguarda la suddivisione della popolazione in fasce d'età, il 25,8% era al di sotto dei 18, il 3,7% fra i 18 e i 24, il 22,7% fra i 25 e i 44, il 22,9% fra i 45 e i 64, mentre infine il 25,0% era al di sopra dei 65 anni di età. L'età media della popolazione era di 44 anni. Per ogni 100 donne residenti vivevano 92,9 maschi.